# 田中聡 (プロデューサー)
田中 聡（たなか さとし、1953年 - 2008年1月10日）は、日本の実業家、イベントプロデューサー。

## 人物・来歴
青年時代から関西圏の音楽イベントのプロデュースに取り組む。
1953年、兵庫県姫路市生まれ。後に父の仕事の都合で埼玉県浦和市（現さいたま市）に移る。
浦和市立常盤中学校卒業後、埼玉県立浦和西高等学校に入学するも、制服の自由化などを要求して紛争が起きた際に先頭で闘い停学処分となる。
主体と変革派系の埼玉高校生社会主義研究会に参加し議長を務める。駒澤大学に入学するも自然退学。
1972年、新左翼の労働者共産主義委員会（通称・怒濤派）に加盟。1973年-1974年に同派内の軍事方針をめぐる党内闘争を契機に離脱。以降、音楽活動に専念する。
1970年代初頭、20歳のころに東京から京都に移り住む。神戸で神戸まつりやロックイン六甲などのロックコンサートをプロデュース。関西フォークの運動と繋がりのある片桐ユズルや中山容らのオーラル派に属して、自分の詩の朗読に取り組み、新宿ロフトや四国の巡回ツアーに参加する。
1979年、片桐ユズル、中山容とともに、「中村哲」のペンネームで、『ほんやら洞の詩人たち』（晶文社）を刊行。
ロック、ブルース・フォークなどのルーツを求め渡米。1980年代の大半をアメリカで過ごす。
アメリカのコロンビア大学教育大学院修士課程を修了後、三井物産情報産業本部、衛星放送・ケーブルテレビなど通信放送の仕事に取り組む。
2003年2月、女優の桜井幸子と結婚。2006年4月に離婚。
2003年6月に株式会社エフエム京都の取締役に就任。代表取締役専務を務めた。
京都の音楽とアートを活性化させるため音楽イベント 『COOLBEAT IN KYOTO』、詩のボクシングのブームのなかでかつてのポエトリーリーディングの経験にもとづいて、詩と朗読のイベント「KYOTO SPOKEN WORDS SLAM」など数々のイベントを立ち上げた。
2006年4月、京都造形芸術大学芸術表現・アートプロデュース学科非常勤講師に就任。メディア論を担当。
2008年1月10日心不全により急逝。同年2月23日追悼イベント「しのぶ夜 GO TO HEAVEN」開催。京都造形芸術大学学生、佐野元春、矢野真紀らが出演。